# ЕАА
На састанку ИААФ у Лос Анђелесу 1931. године, Специјални комитет ИААФ је дао задатак Савету да планира организацију Европског првенства. Савет ИААФ је на састанку у Берлину 21. септембра 1933. установио Европски комитет са председником Szilard Станковићем. Новоформирани Европски комитет је у Будимпешти 7. јануара 1934. је донео одлуку да се Прво европско првенство одржи исте године у Торину.
Европски комитет је био састављен од представника земаља чланица ИААФ-а до Конгреса 1966, када је договорено да Европски комитет чине само представници европских чланица. Без обзира на ове промене сва такмичења су редовно одржавана.
У Букурешту 1. новембра 1969. асоцијација европских чланица ИААФ се контитуисала и формирала Европски комитет ИААФ. Организациона документа су утврђена на Конгресу у Стокхолму августа 1970. и ступила су на снагу на Оснивачком Конгресу Европске атлетске асоцијације у Паризу 7. новембра 1970. године.

## Првенства у организацији ЕАА
- Европско првенство у атлетици на отвореном
- Европско првенство у атлетици у дворани
- Европско првенство у атлетици за млађе сениоре
- Европско првенство у атлетици за јуниоре
- Европско првенство у кросу